# 웡호밍
웡호밍(중국어: 黃浩銘, 한어 병음: Huáng Hàomíng 황하오밍[*], 월병: Wong4 Hou6 Ming4, 1988년 10월 24일 ~ ) 또는 래피얼 웡(영어: Raphael Wong)은 홍콩의 정치인이다. 별명은 '촌장(村長)'이며 홍콩의 사회민주주의 정당인 사회민주련선 주석, 삼지깃(岑子傑) 사회민주연선 소속 사틴 릭윤 선거구 사무실 직원을 역임했다.

## 소개
웡호밍은 2000년부터 2007년까지 사틴구에 위치한 사틴 푸이잉 중학에 재학했다. 2010년에는 홍콩 이공대학으로부터 사회정책·행정학과 학사 학위를 취득했고 2011년에는 홍콩 중문 대학으로부터 사회정책학 석사 과정을 취득했다.
웡호밍은 일반적인 홍콩인처럼 정치적인 냉랭함을 느끼면서 2003년에 일어난 7·1 행진에 대한 감각과 기억이 전혀 없으며 홍콩에서 사스(SARS, 중증급성호흡기증후군)가 유행하던 당시에 장기 휴가가 있었던 것으로 기억한다고 밝혔다. 2008년 홍콩 입법회 선거에서 웡육만(黃毓民)이 선거 포럼에서 "민주건항협진연맹(민건련)이 가장 파렴치하다."고 소리치는 모습을 목격하면서 정치에 관심을 갖고 인터넷 라디오 방송을 듣기 시작했다고 한다.
2008년에 웡호밍이 사회민주련선에 입당했을 때 아버지는 크게 반대했다. 웡호밍의 아버지인 웡유초이(黃裕財)는 사틴 농촌 위원회 집행 위원회 멤버이자 사틴 하워셰(下禾輋) 마을 비원주민 대표, 전직 공민역량 당원을 역임했다. 부자는 본래 다른 정치 진영 소속이었지만 아버지의 정치적 배경이 웡호밍의 정치적 관념을 흔들지는 못했다고 한다.
2010년에는 사회민주련선이 공민당과 함께 5개 선거구 주민투표를 실시했는데 웡호밍은 사회민주련선이 공략했던 여러 선거구들에서 매우 활발한 선거 운동을 전개했다. 웡호밍은 23세 시절이던 2011년에 실시된 사틴 릭윤(瀝源) 선거구 의원 선거에 출마했으나 득표율 41.17%를 기록하면서 낙선했다.
웡호밍은 2014년 2월에 25세의 나이로 은퇴한 당처이중(鄧徐中)의 후임 사회민주련선 내무부주석으로 임명되었다. 이후에 웡호밍의 아버지가 사틴 향사파(鄕事派)와 반목하면서 아버지와 아들의 관계는 점차 좋아졌고 그의 아버지는 여러 차례의 선거에서 웡호밍을 위해 나섰다.
웡호밍은 2015년에 실시된 사틴 릭윤 선거구 의원 선거에 출마했으나 득표율 43.87%를 기록하면서 또다시 낙선했다. 2016년 2월 21일에 사회민주련선 외무부주석으로 임명되었다. 2016년에 실시된 홍콩 입법회 선거에서는 인민역량 소속 찬와이입(陳偉業) 의원과 함께 공동 후보자 명단에 이름을 올렸으며 28,529표를 기록하면서 11위에 올랐다. 하지만 신제 서부 선거구에서 주니어스 호 후보와 불과 7,128표 차이로 패배하면서 낙선하고 말았다.
웡호밍은 홍콩 법무부로부터 신제 북동부에서 일어난 불법 집회에 가담한 혐의로 기소되어 2017년 8월 15일에 홍콩 고등법원에서 열린 재판에서 징역 1년 1개월형, 사회봉사 120시간을 선고받으면서 처음으로 옥고를 치렀다. 2018년 1월 17일에는 2014년 홍콩 시위 도중에 웡곡을 점령하고 법정을 모욕하는 발언을 한 혐의로 기소되어 징역 4개월 15일형을 선고받으면서 2번째 옥고를 치렀다. 2019년 4월 24일에는 중완 점령 사건으로 인하여 징역 8개월형을 선고받아 3번째 옥고를 치렀고 2019년 10월 3일에 만기 출소했다. 2020년 3월 1일에는 사회민주련선 주석으로 임명되었다.

## 같이 보기
- 우산 운동